# Scottish Premier Division 1994/95
Die Scottish Football League Premier Division wurde 1994/95 zum 20. Mal ausgetragen. Es war zudem die 98. Austragung einer höchsten Fußball-Spielklasse innerhalb der Scottish Football League, in der der Schottische Meister ermittelt wurde. In der Saison 1994/95 traten 10 Vereine in insgesamt 36 Spieltagen gegeneinander an. Jedes Team spielte jeweils zweimal zu Hause und auswärts gegen jedes andere Team. Ab dieser Saison wurde die 3-Punkte-Regel eingeführt. Bei Punktgleichheit zählte die Tordifferenz.
Die Glasgow Rangers gewannen zum insgesamt 45. Mal in der Vereinsgeschichte die schottische Meisterschaft. Die Gers qualifizierten sich als Meister für die Champions League Saison-1995/96. Als Pokalsieger qualifizierte sich Celtic Glasgow für den Europapokal der Pokalsieger. Der zweitplatzierte FC Motherwell sowie die zweitklassigen Raith Rovers als Ligapokalsieger qualifizierten sich für den UEFA-Pokal.
Dundee United stieg am Saisonende in die First Division ab. Mit 16 Treffern wurde Tommy Coyne vom FC Motherwell Torschützenkönig.

## Vereine
| Verein              | Stadt      | Stadion           |
| ------------------- | ---------- | ----------------- |
| Celtic Glasgow      | Glasgow    | Celtic Park       |
| Dundee United       | Dundee     | Tannadice Park    |
| FC Aberdeen         | Aberdeen   | Pittodrie Stadium |
| FC Falkirk          | Falkirk    | Brockville Park   |
| FC Kilmarnock       | Kilmarnock | Rugby Park        |
| FC Motherwell       | Motherwell | Fir Park          |
| Glasgow Rangers     | Glasgow    | Ibrox Park        |
| Heart of Midlothian | Edinburgh  | Tynecastle Park   |
| Hibernian Edinburgh | Edinburgh  | Easter Road       |
| Partick Thistle     | Glasgow    | Firhill Stadium   |

## Statistik

### Abschlusstabelle
| Pl. | Verein                 | Sp. | S  | U  | N  | Tore    | Diff. | Punkte |
| --- | ---------------------- | --- | -- | -- | -- | ------- | ----- | ------ |
| 1.  | Glasgow Rangers (M, L) | 36  | 20 | 9  | 7  | 060:350 | +25   | 69     |
| 2.  | FC Motherwell          | 36  | 14 | 12 | 10 | 050:500 | ±0    | 54     |
| 3.  | Hibernian Edinburgh    | 36  | 12 | 17 | 7  | 049:370 | +12   | 53     |
| 4.  | Celtic Glasgow         | 36  | 11 | 18 | 7  | 039:330 | +6    | 51     |
| 5.  | FC Falkirk (N)         | 36  | 12 | 12 | 12 | 048:470 | +1    | 48     |
| 6.  | Heart of Midlothian    | 36  | 12 | 7  | 17 | 044:510 | −7    | 43     |
| 7.  | FC Kilmarnock          | 36  | 11 | 10 | 15 | 040:480 | −8    | 43     |
| 8.  | Partick Thistle        | 36  | 10 | 13 | 13 | 040:500 | −10   | 43     |
| 9.  | FC Aberdeen            | 36  | 10 | 11 | 15 | 043:460 | −3    | 41     |
| 10. | Dundee United (P)      | 36  | 9  | 9  | 18 | 040:560 | −16   | 36     |

Platzierungskriterien: 1. Punkte – 2. Tordifferenz – 3. geschossene Tore

| Saison 1994/95 |

| Zum Saisonende 1993/94 |                                   |
| (M)                    | Meister des Vorjahres             |
| (P)                    | Pokalsieger des Vorjahres         |
| (L)                    | Ligapokalsieger des Vorjahres     |
| (N)                    | Aufsteiger aus der First Division |

## Die Meistermannschaft der Glasgow Rangers
(Berücksichtigt wurden alle Spieler mit mindestens einem Einsatz)
| 1. | Glasgow Rangers |
|    | - Tor: Andy Goram, Ally Maxwell, Colin Scott, Billy Thomson - Abwehr: Basile Boli, Gary Bollan, John Brown, Neil Caldwell, Alec Cleland, Richard Gough, Alan McLaren, Dave McPherson, Craig Moore, Steven Pressley, David Robertson, Gary Stevens, Fraser Wishart - Mittelfeld: Ian Durrant, Ian Ferguson, David Hagen, Pieter Huistra, Stuart McCall, Brian McGinty, Charlie Miller, Neil Murray, Oleksij Mychajlytschenko, Lee Robertson, Trevor Steven - Angriff: Gordon Durie, Duncan Ferguson, Mark Hateley, Brian Laudrup, Ally McCoist, Paul McKnight - Trainer: Walter Smith |